# Digital Chocolate
Digital Chocolate, Inc. war ein Videospieleentwickler und Publisher aus San Mateo, Kalifornien. Besondere Bekanntheit erlangte das Unternehmen mit Spieleentwicklungen für Mobiltelefone. Im März 2009 zählten die Spiele wie Crazy Penguin Catapult, Tower Bloxx und Brick Breaker Revolution zu den Top 90 aller kostenlosen Spiele im App Store für iPhone, die in weniger als 100 Tagen 8 Millionen Mal heruntergeladen wurden.

## Geschichte
Digital Chocolate wurde 2003 von Trip Hawkins, dem Gründer der Videospiel-Unternehmen Electronic Arts und The 3DO Company, gegründet. Im April 2014 lizenzierte Digital Chocolate seine verbleibenden vier Spiele Army Attack, Crazy Penguin Wars, Millionaire City und Zombie Lane an RockYou.
Im Mai 2012 trat Trip Hawkins als CEO zurück, um eine "beratende Beziehung" mit dem Unternehmen einzugehen. Das Unternehmen kündigte außerdem Pläne zur Entlassung von 180 Mitarbeitern an.
2013 wurde das Studio von Digital Chocolate in Barcelona mit der Galaxy Life IP an Ubisoft verkauft und das Studio in Helsinki geschlossen.
Im April 2014 lizenzierte Digital Chocolate seine verbleibenden vier Spiele Army Attack, Crazy Penguin Wars, Millionaire City und Zombie Lane an RockYou.

## Spiele
- 2D Brick Breaker Revolution
- 3D Brick Breaker Revolution
- 3D Rollercoaster Rush
- Army Attack
- Bubble Popper Deluxe
- California Gold Rush
- Chocolate Shop Frenzy
- Crazy Monkey Spin
- Crazy Penguin Catapult
- Crazy Penguin Catapult 2
- Crazy Penguin Wars
- FotoQuest Fishing
- Galaxy Life
- Kings & Warlords
- Millionaire City
- Minigolf Castles
- MMA Pro Fighter
- New In Town
- Pyramid Bloxx
- Tornado Mania!
- Tower Bloxx
- Tower Bloxx Deluxe
- Tower Bloxx: New York
- Zombie Lane

## Auszeichnungen
- 2006: IGN Award Best Developer
- 2009: IGN Award für das Best Artistic Design des Spiels Brick Breaker Revolution